# Antonio Padellaro
Antonio Padellaro (Roma, 29 giugno 1946) è un giornalista, scrittore, editore e saggista italiano.

## Biografia
Diventa giornalista professionista nel 1968, lavorando per l'ANSA. Nel 1971 si trasferisce al Corriere della Sera, di cui è redattore e responsabile della redazione romana. Nel 1977 scrive la sceneggiatura del film documentario Forza Italia!. Nel 1990 lascia il quotidiano sentendosi poco gradito all'allora dirigenza del partito socialista. Nel frattempo consegue la laurea in giurisprudenza.
Nello stesso anno lo assume L'Espresso, dove ricopre il ruolo di vice-direttore. Durante questo periodo scrive diversi libri: Non aprite agli assassini (1995), Senza cuore (2000) e altri dedicati alle vicende politiche dei più importanti personaggi politici della prima Repubblica quali Bettino Craxi, Aldo Moro e Francesco Cossiga. Nel 2001 passa a l'Unità, che riprende le pubblicazioni sotto la direzione di Furio Colombo. Nel 2002, insieme a Colombo, dà alle stampe Il libro nero della democrazia, fortemente critico nei confronti di Silvio Berlusconi.
Nel marzo del 2005 viene nominato direttore de l'Unità, su indicazione di Furio Colombo stesso, succedendogli.
Il 20 maggio 2008 la società editrice de l'Unità viene acquistata da Renato Soru. Pochi giorni dopo, l'allora segretario del Partito Democratico Walter Veltroni, in un'intervista al Corriere della Sera, dichiara che gli farebbe piacere vedere il quotidiano diretto da una donna. Il 22 agosto 2008 Antonio Padellaro è sostituito alla direzione de l'Unità da Concita De Gregorio.
Il 1º aprile 2009 nasce il blog Io gioco pulito in cui annuncia anche l'uscita del libro omonimo, «un libro corale che è in qualche modo la continuazione di quel giornale animato dalla passione e dall'impegno civile di Furio Colombo e Marco Travaglio, di Antonio Tabucchi e Corrado Stajano, di Nando dalla Chiesa e Oliviero Beha, di Maurizio Chierici e Sandra Amurri». Nello stesso periodo partecipa alla fondazione di un nuovo quotidiano, il Fatto Quotidiano, che inizia le pubblicazioni il 23 settembre 2009 e di cui è il direttore fino al 5 febbraio 2015.
Il 5 maggio 2010, assieme a Marco Travaglio, viene invitato a una riunione di studenti della London School of Economics and Political Science, per una conferenza dal titolo The Status of Freedom of Information in Italy ("Lo stato della libertà di informazione in Italia"), nella quale il tema centrale è stato, per l'appunto, la libertà di stampa in Italia.
Il 4 febbraio 2015, a cinque anni dalla sua fondazione, lascia la direzione de il Fatto Quotidiano a Marco Travaglio, già condirettore; il CdA de il Fatto lo nomina presidente della Società Editoriale, e Padellaro rimane editorialista del quotidiano. L'anno seguente ha pubblicato la sua biografia, intitolata Il Fatto personale. Nel maggio 2018 lascia la presidenza de il Fatto Quotidiano a favore di Cinzia Monteverdi. Nel 2019 conduce assieme a Silvia Truzzi la trasmissione televisiva C'ero una volta... dove si indagano le ragioni di una sconfitta della sinistra in Italia, dando la parola a ex leader “rossi”. È ospite fisso dei programmi Otto e mezzo e Piazzapulita su LA7.

## Televisione
- Tribuna Politica (1987, Reti Rai)

- C'ero una volta... (2019-in corso, TV LOFT)

## Opere
- Giuseppe Padellaro-A. Padellaro, I non romani e Roma, Milano, Rizzoli, 1970.
- A. Padellaro-Roberto Martinelli, Il delitto Moro. L'inchiesta-verità che il Parlamento non ha fatto, Collana Saggi, Milano, Rizzoli, 1979.
- Chi minaccia il presidente. Il caso Cossiga, Collana Saggi, Milano, Sperling & Kupfer, 1991, ISBN 978-88-200-1225-0.
- A. Padellaro-Giuseppe Tamburrano, Processo a Craxi. Ascesa e declino di un leader, Collana Politica, Milano, Sperling & Kupfer, 1993.
- Non aprite agli assassini. Il caso Fenaroli e i misteri italiani, Collana Storie della storia d'Italia, Milano, Baldini & Castoldi, 1997, ISBN 978-88-859-8767-8.
- Senza cuore. Diario cinico di una generazione al potere, Collana I Saggi n.178, Milano, Dalai Editore, 2000, ISBN 978-88-808-9980-8.
- Furio Colombo-A. Padellaro, Il libro nero della democrazia. Vivere sotto il governo Berlusconi, Milano, Dalai Editore, 2002, ISBN 978-88-849-0263-4.
- Io Gioco Pulito, Collana I Saggi n.384, Milano, Dalai Editore, 2009, ISBN 978-88-607-3550-8.
- Il Fatto personale. Giornali rimorsi vendette, Roma, PaperFirst, 2016, ISBN 978-88-997-8401-0.
- C'era una volta la sinistra. Errori, rimpianti e speranze nel racconto di Occhetto, Bertinotti, D'Alema e Bersani, a cura di A. Padellaro-Silvia Truzzi, Roma, PaperFirst, 2019, ISBN 978-88-997-8473-7.
- Il gesto di Almirante e Berlinguer, Roma, PaperFirst, 2019, ISBN 978-88-997-8469-0.
- La strage e il miracolo. 23 gennaio 1994. Stadio Olimpico, Roma, PaperFirst, 2020, ISBN 978-88-314-3104-0.
- 7 cose di cui vergognarsi. Ora e allora, Roma, PaperFirst, 2021, ISBN 978-88-314-3138-5.
- Confessioni di un ex elettore. Pensare con la propria testa all'epoca del governo Meloni, Roma, PaperFirst, 2023, ISBN 979-12-554-3014-8.
- Solo la verità lo giuro. Giornalisti artisti pagliacci, Collana Saggi, Milano, Piemme, 2024, ISBN 978-88-566-9579-3.
- Antifascisti immaginari, Prefazione di Marco Travaglio, Roma, PaperFirst, 2025, ISBN 9791255430841.